# Now or Never (Tank)
Now or Never è il quarto album in studio del cantante statunitense Tank, pubblicato nel 2010.

## Tracce
1. Showtime (Intro) – 1:30
2. Sex Music – 3:40
3. Celebration (featuring Drake) – 4:12
4. Emergency (Intro) – 0:47
5. Emergency – 4:14
6. Scream – 4:03
7. Keep It 100 – 4:06
8. Foreplay (featuring Chris Brown) – 4:03
9. Can I (Intro) – 1:32
10. Can I – 3:34
11. Amazing – 4:01
12. You Mean That Much – 3:39
13. I Can't Make You Love Me – 3:57